# دندروتوکسین

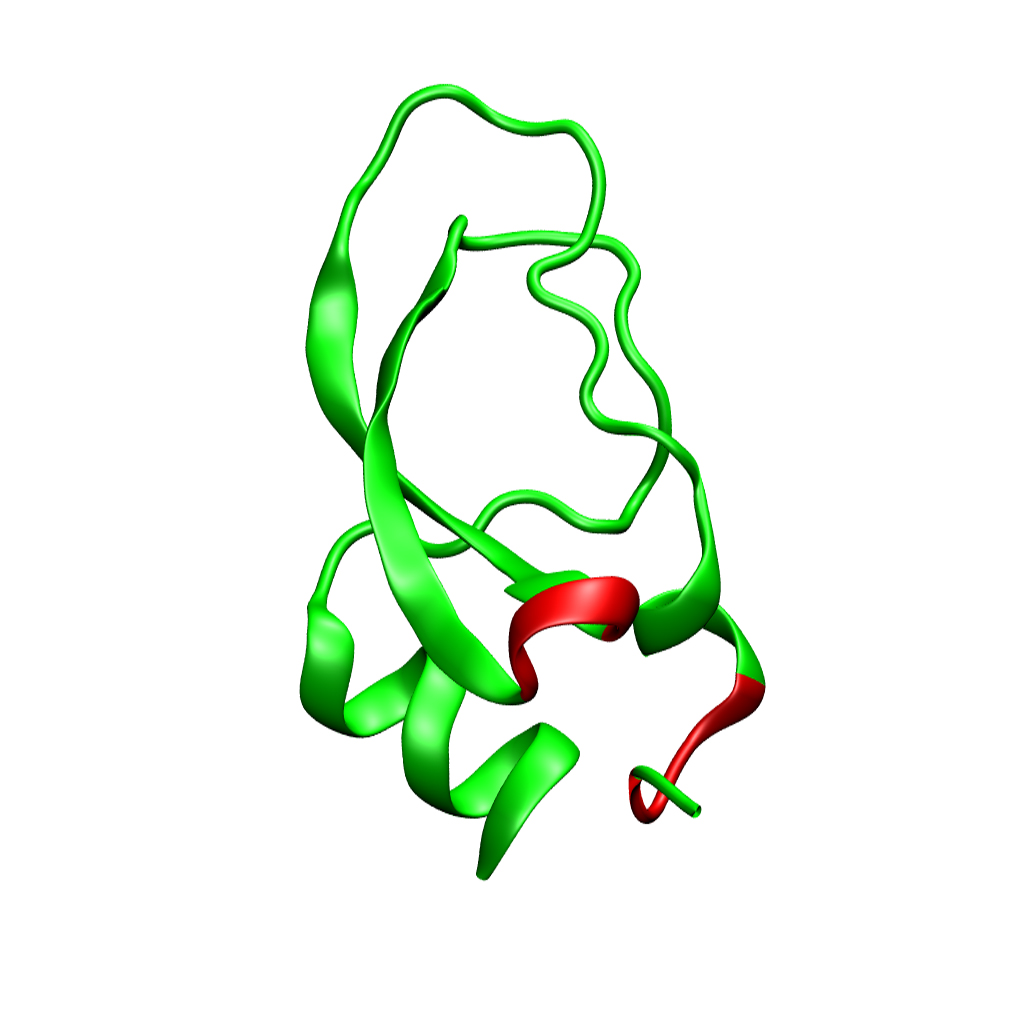
یک نمای سه‌بعدی از آلفا-دندروتوکسین. آن بخش قرمزرنگ، باقی‌ماندهٔ اسیدآمینه‌ای با بار مثبت است که در انتهای نیتروژنی قرار دارد و بخش «β-turn» هم برای کارکرد کانال‌های پتاسیمی، حائز اهمیت است.

دندروتوکسین (انگلیسی: Dendrotoxin) نوعی سم عصبی پیش‌سیناپسی است که در زهر مارهای مامبا وجود دارد و موجب بلوکه شدن نوع خاصی از مجرای یونی وابسته به ولتاژ در کانال‌های پتاسیمی نورون‌های می‌گردد و در نتیجه، رهاسازی استیل‌کولین در ناحیهٔ تماس عصبی-ماهیچه‌ای افزایش می‌یابد. در دستگاه عصبی، این کانال‌های پتاسیمی وابسته به ولتاژ نقش حیاتی در کنترل تحریک‌پذیری اعصاب و عضلات دارند؛ آن‌ها با تنظیم پتانسیل غشای در حال استراحت و همچنین بازقطبی کردن غشا در طول پتانسیل‌های عمل، این کنترل را اعمال می‌کنند.
دندروتوکسین قادر است به گره‌های رانویه در نورون‌های حرکتی متصل شود و فعالیت این کانال‌های پتاسیمی را مهار کند. به این ترتیب، مدت زمان پتانسیل عمل افزایش یافته و ترشح استیل‌کولین در محل اتصال عصب و عضله بیشتر می‌شود. این امر می‌تواند منجر به بیش‌تحریکی عضلانی و بروز علائم تشنجی گردد.
به دلیل قدرت زیاد این سم و تأثیر اختصاصی آن بر روی کانال‌های پتاسیمی، دندروتوکسین‌ها ابزار بسیار مفیدی در دانش داروشناسی جهت مطالعهٔ پروتئین‌های مجرای یونی هستند.